# کرزوس
کرزوس (به انگلیسی: Croesus؛ تلفظ: kri:səs، یا: CREE-sus؛ به یونانی: Κροῖσος) (از ۵۹۵ تا حدود ۵۴۷ پیش از میلاد) پادشاه لیدیه بود.
در سال ۵۴۶ پیش از میلاد سارد پایتخت لیدی توسط کوروش بزرگ فتح شد و کرزوس پادشاه لیدی شکست خورد.
سقوط کرزوس علاوه بر اینکه تأثیر عمیقی بر هلنیسم (فلسفه و تفکر یونانی) نهاد، مبدأ یا نقطهٔ ثابتی نیز برای تقویم آن‌ها فراهم نمود. در این ارتباط «ج.ای.اس. اوانس» اشاره می‌کند که: «دست‌کم تا سدهٔ پنجم، کرزوس چهره‌ای افسانه‌ای شده بود که خارج از محدودهٔ گاهشماری متعارف قرار داشت.» کرزوس به خاطر ثروت خود بسیار مشهور بود. هرودوت و پاوسانیاس (شاعر یونانی) به حفظ قربانی‌ها و هدایای وی در معبد دلف (دلفی) اشاراتی دارند.
به خاطر همین ثروت زیاد، در فرهنگ یونانی و ایرانی نام کرزوس، به نامی هم معنا یا مترادف با نام مردی ثروتمند شد. [مانند نام «قارون» که نمادِ داشتنِ ثروت زیاد معرفی گردیده و برخی او را معادل با همین کرزوس دانسته‌اند]. بدین ترتیب «ثروت کرزوس» به صورت ضرب‌المثل از عصر کلاسیک بدین سو باقی‌مانده‌است:
به عنوان نمونه در انگلیسی، اصطلاحاتی از قبیل «ثروتمند همچون کرزوس» یا «ثروتمندتر از کرزوس شدن» هنوز هم برای نشان دادن ثروت بزرگ به کار می‌رود. نخستین فرد شناخته‌شده‌ای که اصطلاح مذکور را با چنین کاربردی در زبان انگلیسی به کار گرفت شخصی به نام «جان گاورز» بود، که در سال ۱۳۹۰ میلادی در اثر خود به نامِ «آمانتیس کونفسیوس» از آن در یک قطعه شعر بهره برد.

## زندگی‌نامه
جدای از شرح‌های شاعرانه‌ای که از کرزوس در برخی منظومه‌های شعری باقی‌مانده‌است، می‌توان از سه متن کلاسیک که در مورد وی وجود دارد نام برد:
شرح نخست، شرح‌هایی است که هرودوت در مورد لیدیه ارائه کرده‌است و مشتمل بر: گفتگوی کرزوس با سولون [تاریخ هرودوت(۱٫۲۹ -.۳۳)]، تراژدی آتیس پسر کرزوس [تاریخ هرودوت (۱٫۳۴ -.۴۵)] و سقوط کرزوس [تاریخ هرودوت (۱٫۸۵ -.۸۹)]؛ می‌باشند.
مورد بعدی، نوشته‌های گزنفون در مورد کرزوس است که آن را طی زندگینامه مدیحه سرایانه و غرق در افسانهٔ خود، از زندگی کوروش (موسوم به کوروش‌نامه) ثبت کرده‌است. (سیروپدیا، بخش: ۷٫۱)
و همچنین شرحی که کتزیاس، در ستایش کوروش نوشته‌است نیز، حاوی اشاراتی به کرزوس نیز هست.
کرزوس که در حدود سال ۵۹۵ پیش از میلاد به دنیا آمده بود، گرچه از یونانیان منطقه لونیان باج و خراج می‌ستاند، اما در مقایسه با پدرش در برابر هلنی‌ها مواضع دوستانه تری داشت. کرزوس، به‌طور سنتی در یک نقطه از سرزمین خویش به شاهزادهٔ فریژی، موسوم به آدراستوس پناه داده بود.
هرودوت می‌گوید که آدراتوس پس از اینکه به‌طور تصادفی برادر خودش را کشت، به لیدیا تبعید گردید. پادشاه کروزس از او استقبال کرد اما پس از آن، ناگهان آدراتوس به‌طور تصادفی به قتل پسر کرزوس موسوم به آتیس نیز مبادرت نمود و سپس اقدام به خودکشی نمود.
ماهیت روابط متزلزل و ناپایدار کرزوس با یونانیان به تدریج در هاله‌ای از ابهام فرومی‌رفت. واقعیت بزرگتر این بود که شهرهای لونیان در یونان، آخرین سنگر مستحکم او در برابر گسترش قدرت فزایندهٔ ایرانیان در آناتولی به‌شمار می‌آمد.
او شروع به آماده کردن سپاهی بزرگ برای جنگ با کوروش بزرگ، پادشاه ایران نمود. اما قبل از این که به آرایش سپاه علیه کوروش اقدام کند، راهش را به سمت معبد دلف کج کرد تا از غیب گوی روشن بین آنجا و غیب گوی منطقه آمفیارائوس، پرس و جو کند که آیا او باید این نبرد با کوروش را دنبال نماید یا اینکه او هم باید به دنبال اتحاد با کوروش باشد. غیبگو پاسخی ابهام‌آمیز داد:
«اگر کرزوس به ایرانیان حمله کند، این حملهٔ او یک شاهنشاه بزرگ را نابود خواهد ساخت.»
همچنین به کرزوس توصیه شد که این موضوع که کدام دولت یونانی، قوی‌ترین دولت این سرزمین محسوب می‌شود را دریابد و با همان دولت پیمان اتحاد ببندد. بدین ترتیب کرزوس، قبل از یورش به ایران از هرجهت احساس امنیت می‌نمود، چراکه علاوه بر اتحاد با اسپارت با آمازیس دوم)) فرعون مصر و نبونیدوس، پادشاه بابل نیز اتحادی شکل داده بود.
حملهٔ کرزوس به شاهنشاهی ایران در سال ۵۴۷ (پیش از میلاد) آغاز شد. سپاه او در حوالی رودخانه هالیس واقع در آناتولی مرکزی به ارتش مقتدر ایران برخورد و با آنان جنگید. گرچه این جنگ، جنگی بی‌نتیجه بود.
اما آنطور که در آن روزگار معمول بود، با فرارسیدن فصل زمستان، ارتش‌ها منحل شده و سپاهیان به سرزمین‌های خود بازمی‌گشتند. گرچه کرزوس طبق این رویه عمل نمود و ارتش خود را برای زمستان منحل اعلام نمود، کورش چنین نکرد و در سارد به کرزوس حمله برد و بر وی غلبه نمود؛ و بدینسان روشن شد که شاهنشاهی قدرتمندی که پیشگویان آن را در شُرُف نابودی اعلام کرده بودند، امپراتوری خود کرزوس بود.

## مداخله آپولون

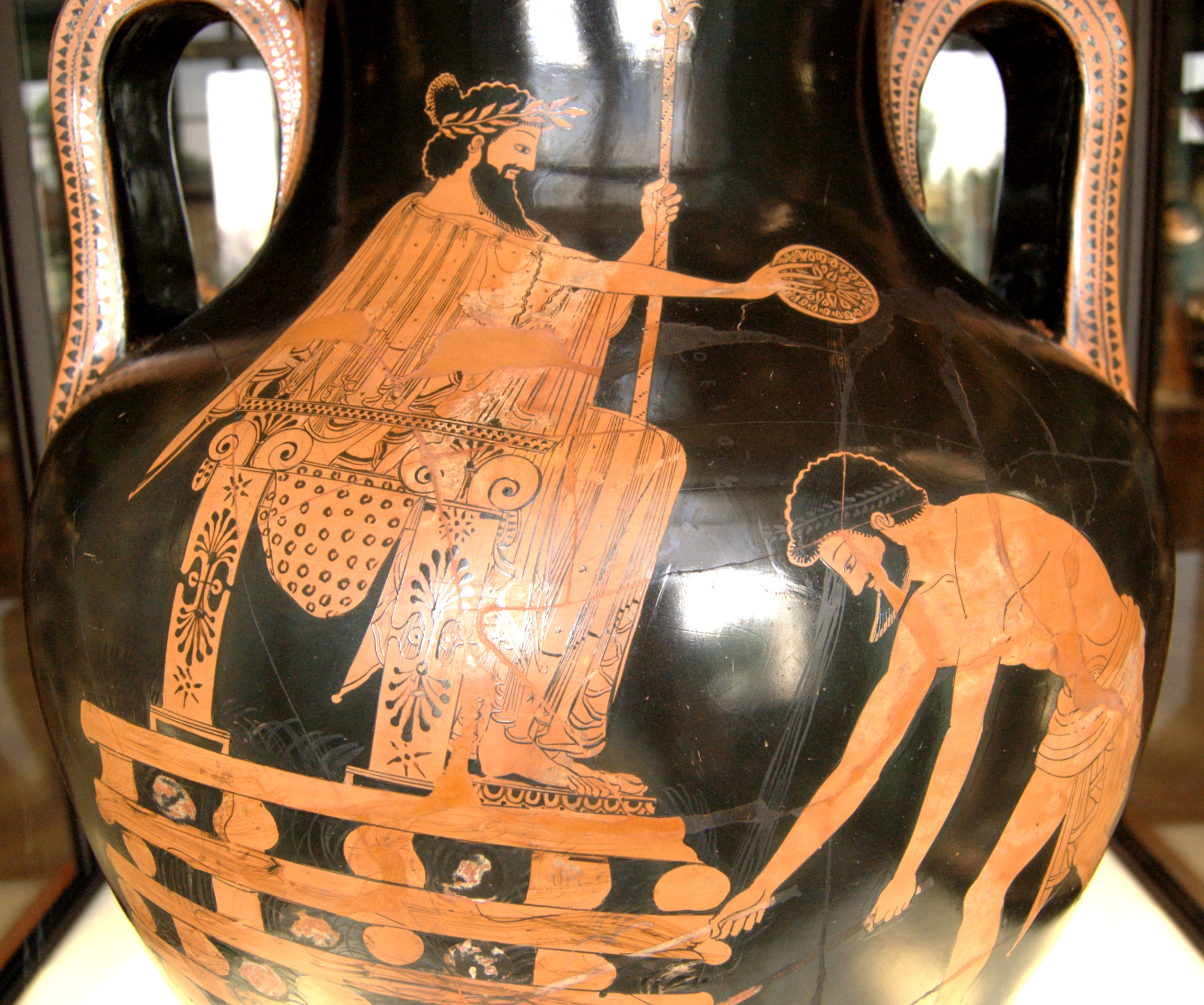
کرزوس بر خرمن آتش، نگاره‌ای بر گلدان در حدود ۵۰۰ ق. م، کشف در ایتالیا، نگهداری در لوور

هرودوت در شرح وقایع لیدیه می‌نویسد که کرزوس بنا به دستور کوروش بر تودهٔ بزرگی از هیزم‌های مخصوص آتش زدن جسد مرده قرار داده شد.
کورش می‌خواست ببیند که آیا هیچ‌کدام از قدرت‌های آسمانی که گفته می‌شد حامی کرزوس هستند، برای نجات وی از سوزانده‌شدن ظاهر خواهند شد و او را زنده نگه خواهند داشت یا نه؟
آتشی حجیم و فروزان شعله‌ور شد و همان‌گونه که کورش در حال تماشای کرزوس بود، او را دید که سه مرتبه سولون را صدا می‌زند.
کوروش با دیدن این حرکت از مترجم پرسید که علت این رفتار کرزوس چیست و چرا او واژهٔ «سولون» را با لحنی آمیخته با پشیمانی و عذاب تکرار می‌کند؟!... مترجم در پاسخ به این سؤال کوروش، به وی پاسخ داد که: «سولون» قبلاً به کرزوس در مورد بی‌ثباتی و ناپایدار بودن بخت خوب‌اش هشدار داده بود. (در این مورد مراجعه کنید به: مصاحبه یا گفتگوی سولون و کرزوس در ذیل).
در این حال کورش این واقعیت را لمس نمود و متوجه شد که خود او و کرزوس، انسان‌هایی بسیار مشابه یکدیگر هستند و با چنین فکری فوراً به خادمان خویش دستور داد که با ۰بیشترین سرعتی که می‌توانند، نسبت به فرونشاندن آتش مشتعل اقدام نمایند. خدمتکاران به سرعت سعی در انجام این کار نمودند ولی شعله‌های آتش از تسلط خارج شده بودند.
بر اساس اسطوره‌ای، به نام کروزوس و دعا و استغاثهٔ او به ایزد آپولو، با اینکه آسمان صاف بود واثری از وزش باد وجود نداشت ناگهان ابرهایی تاریک جمع شدند و طوفان شدید همراه با بارش سیل‌آسای باران آغاز گردید به‌طوری‌که شعله‌های آتش به سرعت خاموش شدند.
با بروز همین واقعه کورش متقاعد شد که کرزوس مرد خوبی است و از آن پس کرزوس به عنوان مشاور کوروش به خدمت گرفته شد و بعد از آن نیز مشاور پسر کوروش از کاساندان یعنی کمبوجیه گردید.
به تازگی، مورخی به نام «استفانی وست» استدلال کرده که کرزوس تاریخی، در واقع در میان توده هیزم‌های مشتعل مخصوص آتش زدن جسد مرده‌است، و ماجرایی که او را به عنوان «مشاور دانا» در دستگاه کوروش و کمبوجیه توصیف می‌کند، کاملاً افسانه‌ای به نظر می‌رسد. نظر این مورخ بی‌شباهت به سخنان «آهیکار» نیست.
به‌طور دقیق معلوم نیست که کرزوس در چه زمانی مرده‌است، هرچند به‌طور سنتی سال ۵۴۷ قبل از میلاد، یعنی زمان فتح لیدی توسط کوروش، زمان مرگ او محسوب می‌شود. در سنگ‌نبشته‌های نبونید گفته شده که کورش «علیه کشور… لشکرکشی نمود ،.... ، به قتل پادشاه آن مبادرت ورزید…، اموال او را تصاحب کرد، و این اموال را ضمیمه پادگان خود نمود…».
متأسفانه تمام آثار باقی‌مانده از نام این کشور در جمله فوق، با نشانه‌های میخی اولیه و ابتدایی درج شده‌است. طی مدت طولانی حدس زده می‌شد که صدای این علامت‌ها باید «ال» و «یو» LU باشد، به‌طوری‌که کشور مورد اشاره در این جملات لیدیا بوده و عنوان پادشاه آن که کشته شده، همان کرزوس باشد.
با این حال، ژ. کارگیل نشان داده‌است که این بازسازی از علامت‌های ال و یو بر تصورات واهی و پوچ استوار بوده و بر مبنای شواهد واقعی نمی‌باشد. در عوض، ژ. اوئلسنر و همین‌طور ار. رولینگر هر دو علایم مذکور را Ú خوانده‌اند و معتقدند که ممکن است مفهوم این علامت اشاره به اورارتو باشد.
ج-اس- اوانس نیز نشان داده‌است که در شرح هرودوت از این واقعه، موارد مربوط به تاریخ و زمان بروز حوادث غیرقابل اعتماد می‌باشد. این موضوع بدان معنی است که ما از نظر تئوریک به هیچ وجه راهی برای مشخص کردن تاریخ سقوط سارد نداریم و این واقعه ممکن است حتی در زمانی پس از سقوط بابل اتفاق افتاده باشد. اوانس همچنین این سؤال را مطرح می‌کند که بعد از واقعهٔ انداختن کرزوس در منجنیقی از آتش، چه اتفاقات دیگری رخ داده‌است و نشان داده‌است که نه یونانیان و نه اهالی بابل هیچ‌کدام آنچه که واقعاً بر کرزوس گذشته‌است را نمی‌دانسته‌اند.

## گفتگو با سولون
بخشی از مصاحبه یا گفتگوی کرزوس با سولون که توسط هرودوت گزارش شده‌است، در ذات یا طبیعت خود یک مقولهٔ فلسفی پیرامون این موضوع که: «کدام مرد خوشحال است؟» را، در بر می‌گیرد که بیشتر جنبهٔ افسانه‌ای دارد تا جنبهٔ تاریخی.
کرزوس، از امنیتی که می‌تواند بواسطهٔ ثروت و خوشبختی خویش بدست بیاورد، سؤالی می‌پرسد و با پاسخی که سولون به وی می‌دهد، احساس نومیدی می‌کند، پاسخ این است که:
سه نفر از کرزوس شادتر و خوشبخت تر هستند، اولی «تلوس»، که در جریان مبارزه برای کشور خود، جان داد، و دو نفر دیگر، یکی کلئوبیس و دیگری بیتون، دو برادری که به‌طور مسالمت‌آمیز و در آرامش کامل به هنگام خواب خویش، از دنیا رفتند، در حالیکه همان هنگام، مادرشان برای خوشبختی کامل آن‌ها دعا می‌خواند، بعد از اینکه آنان با بر دوش حمل کردن مادر خود و نشان دادن جشنواره‌ای در «اکسکارت»، سپاس و ستایشی در خور شان و مرتبهٔ مادرشان نثار او کرده بودند.
شادی و خوشبختی کرزوس، با مرگ اتفاقی پسرش که در شهر «کریتیاس» تصادفاً به قتل رسید و همین‌طور با خودکشی همسرش در جریان سقوط سارد، روند معکوسی را طی نمود و به سمت تراژدی غمباری پیش رفت؛ بنابراین مفهوم «خوشبختی یا شادی کرزوس»، آشکارا مفهومی نشات گرفته از تاریخ و مربوط به اواخر قرن چهارم (قبل از میلاد) می‌باشد که به عنوان یک مثال اخلاقگرایانه که بی‌ثباتی و زودگذری قدرت و ثروت را به ذهن متبادر می‌سازد، از قرن چهارم بدین سو مطرح بوده و ارائه شده‌است.
این داستان بعدها باز هم توسط افراد دیگری بازگو شده‌است. از جمله توسط آسونیوس در «نقاب هفت خردمند» که یک روایت شفاف از این داستان به زبان یونانی است و همین‌طور توسط تولستوی در داستان کوتاه او با عنوان «کرزوس و سرنوشت».

## مباحث وابسته
- قارون
- هرودوت